# 김종석 (1966년)
김종석(1966년 ~ )는 대한민국의 연극 감독, 연극 배우이다. 서강대학교 신문방송학과를 졸업하였다. 하이서울 페스티벌, 서울거리예술축제의 예술감독과 안산국제거리극축제 예술감독을 역임했으며, 한국거리예술협회 이사를 맡은 바 있다. 2021년 현재 용인대학교 문화예술대학 연극학과 교수로 재직 중이다.

## 출연작

### 드라마
- 《불새 2020》(2020년, SBS) ... 서문수 역

### 연극
- 《만선》(2013년)
- 《코카서스의 맥묵원》(2015)